# John Bryden (homme politique britanno-colombien)
Pour les articles homonymes, voir John Bryden et Bryden.
John Bryden (3 décembre 1833 - 27 mars 1915) est un homme politique canadien de la Colombie-Britannique. Il est député provincial indépendant de la circonscription britanno-colombienne de Nanaimo de 1875 à 1876 et de North Nanaimo de 1894 à 1900.

## Biographie
Né à Dalzellyie près de Kirkoswald dans les South Ayrshire en Écosse, Bryden reçoit un certificat en minage et metallurgie avant d'être embauché par la Vancouver Coal Mining and Land Company qui opère près de Nanaimo sur l'île de Vancouver.En 1866, il épouse Elizabeth Hamilton, fille de Robert Dunsmuir, dont Bryden devient superintendant pour sa mine. Il devient par la suite juge de paix et sert également comme capitaine de la milice. Président de la Albion Iron Works, ainsi que trésorier de la Esquimalt and Nanaimo Railway, il exerce aussi la fonction de vice-président de la Union Colliery of British Columbia.
À la suite de la législation provinciale de 1890 sur le fonctionnement des mines de charbon qui interdisait dorénavant aux personnes d'origines chinoises de travailler sous terre, Bryden entame un contestation judiciaire. L'annulation de l'acte législatif est finalement décrété, car il interférait avec les pouvoirs fédéraux.
En 1875, Bryden est élu conseiller municipal de Nanaimo.
Il meurt à Esquimalt en 1915 à l'âge de 81 ans.